# 山田径男
山田 径男 （やまだ みちお、1957年12月12日 -）は、日本の銀行家、香川銀行頭取、トモニホールディングス代表取締役副社長。

## 人物・経歴
坂出市出身。香川県立善通寺第一高等学校を経て、関西大学経済学部卒業後、1980年（昭和55年）に香川相互銀行（現・香川銀行）に入行。
2004年に丸亀支店長兼丸亀西支店長、2017年に代表取締役常務を経て、2020年6月、香川銀行頭取に就任
。